# Perovskia kudrjaschevii
Perovskia kudrjaschevii là một loài thực vật có hoa trong họ Hoa môi. Loài này được Gorschk. & Pjataeva mô tả khoa học đầu tiên năm 1954.